# Frederikstraat (Den Haag)
De Frederikstraat is een straat in de Haagse wijk Willemspark. De straat loopt van de Mauritskade naar de Javastraat.

## Historie
De straat is vernoemd naar Prins Frederik der Nederlanden (1797-1881). Als militair vocht hij onder andere tegen Napoleon. Hij was ook filantropisch, ook als vrijmetselaar. De straatnaam werd in 1843 vastgelegd. Hiervoor bestond de straat echter al maar heette toen Denneweg. Het was dus het tweede deel van de Denneweg. Aan deze straat lag een kazerne die sinds 1827 de Frederikskazerne heette. Deze is later verhuisd naar de huidige locatie aan de Van Alkemadelaan.

## Bijzondere gebouwen

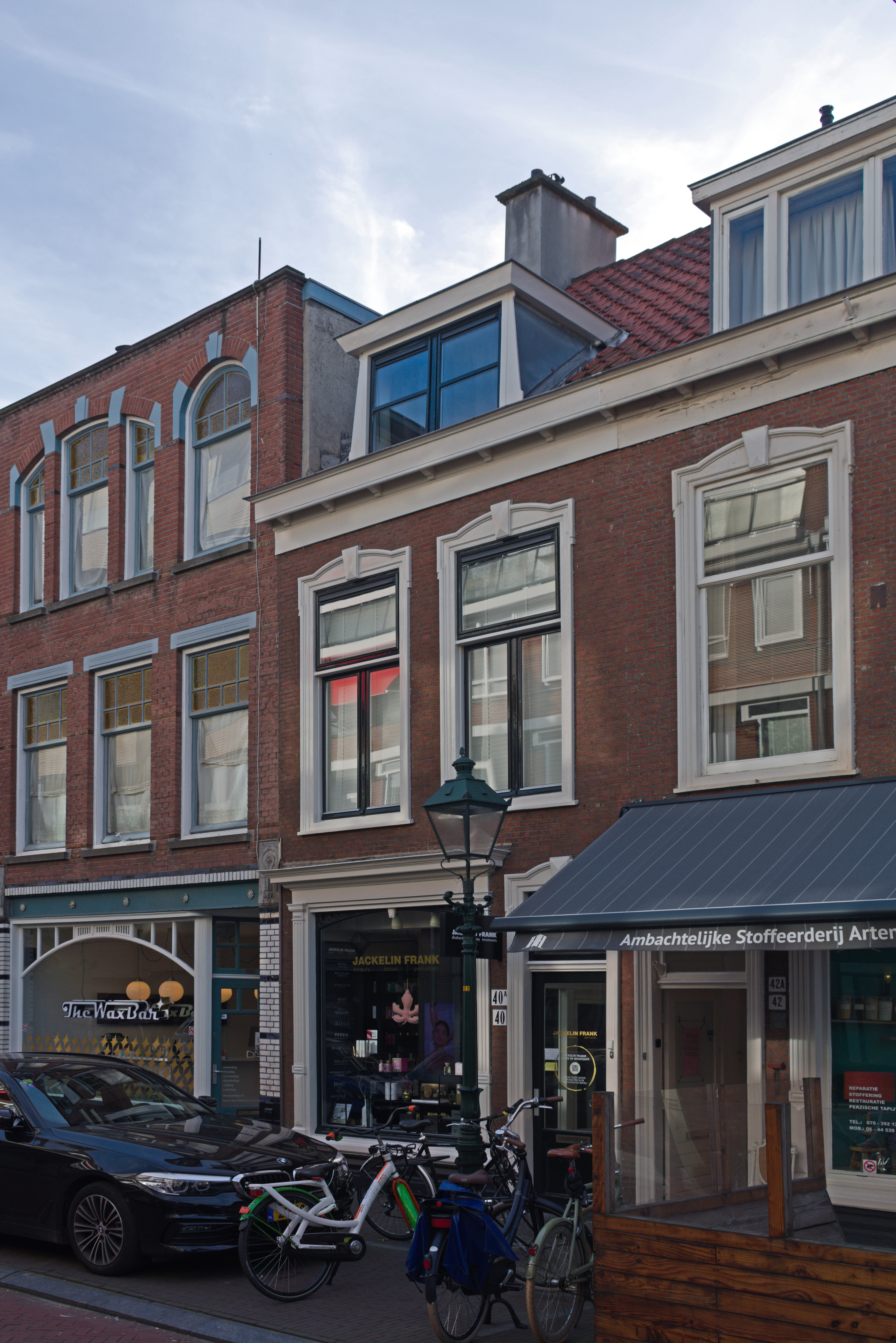
Gemeentelijk monument Frederikstraat 40

- No. 2 is een herenhuis uit ca. 1846, en is Rijksmonument.[2]
- No. 40 is een winkel-woonhuis uit ca.1840, en is een gemeentelijk monument.[3]
- No. 42 is ook een winkel-woonhuis en gemeentelijk monument uit ca. 1840.[4]
- Het hoekpand/bouwblok Frederikstraat/Prinses Mariastraat uit 1882 is Rijksmonument.[5]

## Tram
Hoewel het een smalle straat is, hebben er toch decennia lang trams gereden: vanaf 1881 was dat paardentramlijn A, vanaf station HS, en die werd in 1905 vervangen door de elektrische lijn 1 (1e). In 1927 werd dat lijn 17 (2e), en die werd in 1928 opgeheven. Maar in 1927 verdween de tram al uit de straat. De route was steeds Station HS--Wagenbrug--Amsterdamse Veerkade/Gedempte Gracht--Spui--Lange Poten--Plein--Denneweg--Frederikstraat--Nassauplein--Bankaplein. Daar was een keerlus. In 1926 werd de route via de Wagenbrug verlegd naar het Zieken.